# Temple de Vesta
El Temple de Vesta (en italià: Tempio di Vesta) és un dels temples més antics de Roma i està situat al sud de la Via Sacra, davant de la Règia, i que perttany al Fòrum Romà, És un petit edifici de tipus tolos. En ell es custodiava, sempre encès, el foc sagrat en honor de la deessa Vesta. Coneguda com la protectora de Roma, deessa del Foc i de la Llar. Segons la tradició romana, el culte a la deessa Vesta va ser creat per Numa Pompili, segon rei de Roma.

## Arquitectura

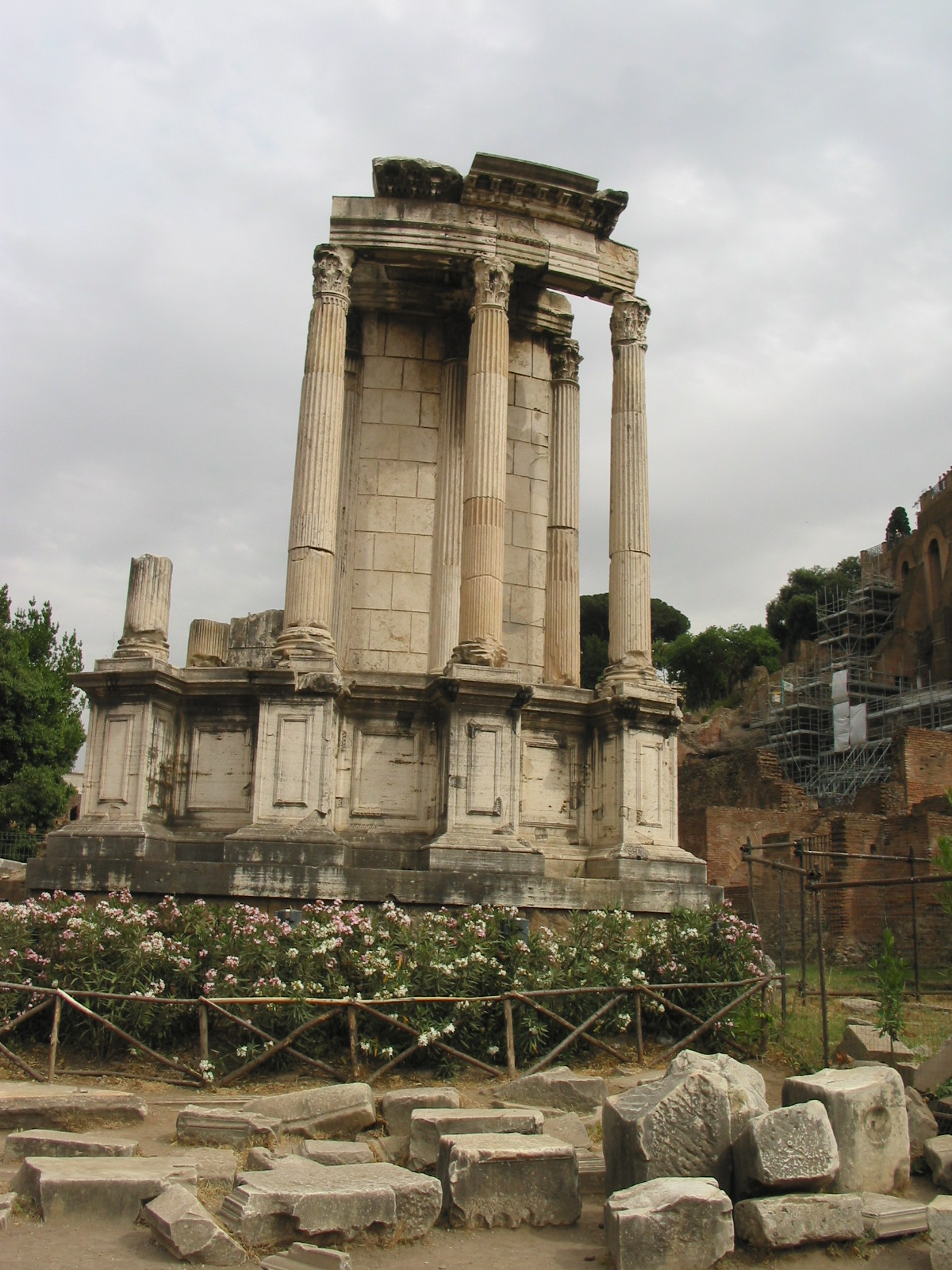
Restes del Temple de Vesta

El temple, circular, s'eleva sobre un podi d'uns 15 metres de diàmetre amb la naos envoltada per vint columnes corínties embotides. El sostre era cònic i tenia una obertura per permetre la sortida del fum. Dins de la naos no es trobava l'estàtua de culte, sinó només el foc sagrat de Vesta. Una cavitat trapezoïdal, que s'obre en el podi, i a la que s'accedia només des de la naos sembla la ubicació del penus Vestae, on es conservaven els objectes que Enees va portar de Troia: el Palladium –imatge de fusta de Minerva–) i les imatges dels Penats.

## Història
Les primeres sacerdotesses encarregats de supervisar el foc sagrat van ser les filles del rei. Les 
vestals més tard es van convertir en l'únic sacerdoci femení a Roma. Eren sis, amb diverses 
feines, i totes provenien de famílies patrícies. L'escollida no podia tenir menys de 6 anys ni més de 10, el servei com a vestal durava trenta anys i havien de mantenir un estricte vot de virginitat. En canvi van rebre el prestigi, tributs monetaris i honorífics, així com un gran nombre de privilegis.
El Temple de Vesta es va cremar dues vegades segons la història escrita. Al 64, durant el Gran incendi de Roma quan es va cremar la major part de la ciutat incloent el Temple de Vesta. Va ser narrat per Dió Cassi que va dir ser iniciat per Neró, però segons Tàcit, Neró era a Anzio en el moment de l'incendi. Després d'un altre foc en 191, Júlia Domna, esposa de Septimi Sever, es va encarregar de restaurar-ho. L'any 394, el temple va ser clausurat per Teodosi I el Gran amb l'objectiu de difondre el cristianisme a l'Imperi Romà. El Temple de Vesta es va mantenir raonablement intacte fins al Renaixement. Tanmateix, el 1549 l'edifici va ser completament demolit i el seu marbre tornat a utilitzar a les esglésies i els palaus papals. La secció que es troba reconstruïda, va ser realitzada a la dècada de 1930 durant la dictadura de Benito Mussolini.